# Hanan Al Shaykh

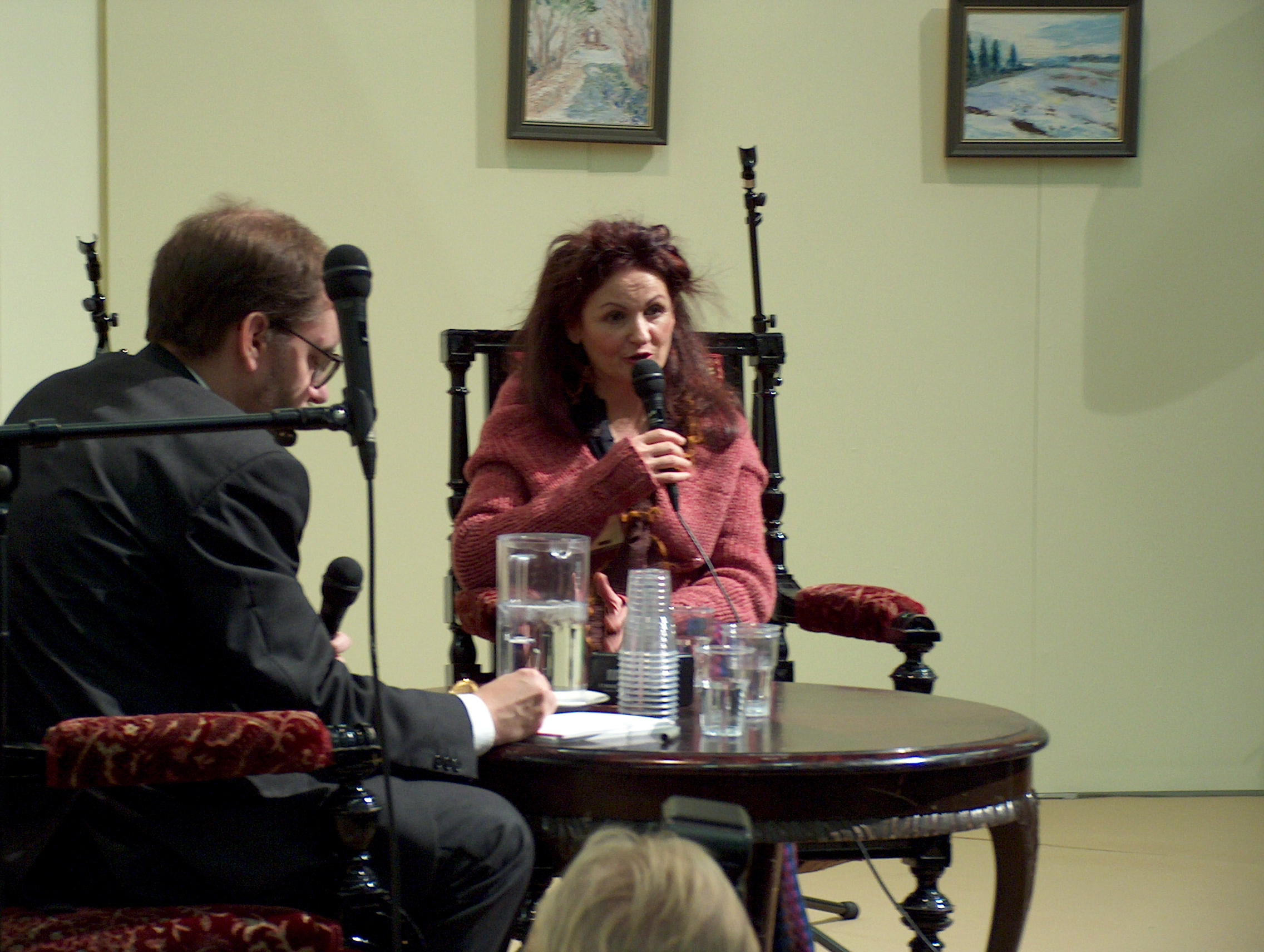
La scrittrice libanese Hanan Al Shaykh alla Fiera del Libro di Helsinki del 2003

Hanan Al Shaykh (in arabo حنان الشيخ‎?; Beirut, 12 novembre 1945) è una scrittrice libanese di letteratura araba contemporanea.

## Biografia
Hanan Al Shaykh è nata da una famiglia di religione sciita. Suo padre e suo fratello hanno esercitato un forte controllo su di lei durante la sua infanzia e adolescenza. Ha frequentato la scuola elementare di Almillah per ragazze musulmane, dove ha ricevuto un'istruzione tradizionale per ragazze musulmane e ha proseguito gli studi presso la scuola di Ahliah. Ha continuato la sua formazione all'American College for Girls al Cairo, in Egitto, laureandosi nel 1966.
È tornata in Libano per lavorare per il quotidiano libanese Al-Nahar. Ha lasciato Beirut di nuovo nel 1975 allo scoppio della guerra civile libanese e si è trasferita in Arabia Saudita per lavorare e scrivere. Vive a Londra con la sua famiglia.

## Letteratura
La letteratura di Al-Shaykh segue le orme di autrici arabe contemporanee come Nawal al-Sa'dawi in quanto si interessa esplicitamente al ruolo delle donne nelle strutture sociali tradizionali del Medio Oriente arabo. Il suo lavoro è fortemente influenzato dai controlli patriarcali che ha avuto non solo da parte di suo padre e suo fratello, ma anche dal quartiere "tradizionale" in cui è cresciuta. Di conseguenza, il suo lavoro è una critica sociale allo status delle donne nel mondo arabo-musulmano. Nelle sue opere affronta temi che riguardano la sessualità, l'obbedienza, la modestia e le relazioni familiari.
I suoi romanzi includono spesso scene sessualmente esplicite e situazioni sessuali che vanno contro i costumi sociali della società araba conservatrice, il che ha portato alla messa al bando dei suoi libri nelle aree più conservatrici della regione, incluso il Golfo Persico. In altri paesi, sono difficili da reperire a causa delle leggi sulla censura che impediscono ai romanzi arabi di essere facilmente accessibili al pubblico. Esempi di ciò sono: Mio signore, mio carnefice, che tratta temi quali aborto, divorzio, sanità mentale, illegittimità e promiscuità sessuale, e Donne di sabbia e mirra, che contiene scene di una relazione lesbica tra due dei personaggi principali.
Oltre alla sua prolifica scrittura sulla condizione delle donne arabe e alle sue critiche sociali letterarie, fa anche parte di un gruppo di autori che scrivono sulla guerra civile libanese. Molti critici letterari affermano che la sua letteratura non riguarda solo la condizione delle donne, ma è anche un'analisi critica del Libano durante la guerra civile.

## Opere
- Suicidio di un uomo, 1970 (انتحار رجل ميت)
- Il cavallo del diavolo, 1975
- Mio signore, mio carnefice, 1980 (حكاية زهرة)
- Il tappeto persiano in racconti arabi, 1983
- Donne nel deserto, 1988 (مسك الغزال)
- Posta da Beirut, 1992 (بريد بيروت)
- Donne di sabbia e mirra, 1992
- Spazza via il sole dalle superfici, 1994 (أكنس الشمس عن السطوح)
- Due donne in riva al mare, 2003 (امرأتان على شطىء البحر)